# Daniel Frank
Daniel "Dan" Frank (1882 – 20 de març de 1965) va ser un atleta estatunidenc que va competir a primers del segle XX i que s'especialitzà en el salt de llargada.
El 1904 va prendre part en els Jocs Olímpics de Saint Louis, en què guanyà una medalla de plata en la prova del salt de llargada del programa d'atletisme. El seu millor salt va ser de 6m 89cm, un centímetre millor que Robert Stangland, però gairebé mig metre menys que Myer Prinstein, vencedor de la prova. La seva millor marca en el salt de llargada fou de 7m 30cm.